# راوه (چالوس)
راوه، روستایی است از توابع بخش مرزن‌آباد شهرستان چالوس در استان مازندران ایران.

## جمعیت
این روستا در دهستان بیرون‌بشم قرار دارد و براساس سرشماری مرکز آمار ایران در سال ۱۳۸۵، جمعیت آن زیر سه خانوار بوده‌است. مردم راوه از قومیت طبری هستند. مردم راوه به زبان طبری با گویش چالوسی سخن می‌گویند.